# Super D
Super D är en EP-skiva av den amerikanska pianorockaren Ben Folds, släppt den 24 augusti 2004. Super D är den tredje i en serie om tre EP-skivor av Folds som bara kunde köpas via internet.
Kalamazoo skrevs långt innan Super D släpptes, och finns med redan på Folds tidigare band Majoshas album Shut Up and Listen to Majosha från 1989.
Adelaide inspirerades av Adelaide i Australien, där Folds bodde under en tid.
Get Your Hands off My Woman, Adelaide och Rent a Cop gavs ut i nya versioner på albumet Supersunnyspeedgraphic, the LP 2006.
Två av låtarna är covers, Get Your Hands off My Woman av The Darkness och Them That Got av Ray Charles. Den senare togs med som en hyllning till Charles, som nyligen hade dött.
Folds dåvarande fru, Frally Hynes, är avbildad på omslaget.

## Låtlista
| Nr | Titel                                                 | Längd | Kompositör                         |
| -- | ----------------------------------------------------- | ----- | ---------------------------------- |
| 1. | Get Your Hands off My Woman                           | 3:40  | Graham, Hawkins, Hawkins, Poullain |
| 2. | Kalamazoo                                             | 4:26  | Folds                              |
| 3. | Adelaide                                              | 3:13  | Folds                              |
| 4. | Rent a Cop                                            | 5:12  | Folds                              |
| 5. | Them That Got (Live at The Avalon, Boston, MA 6/8/02) | 2:02  | Charles, Harper                    |

## Medverkande
- Ben Folds - Piano, sång